# Kenneth C. Burns
Kenneth Charles "Jethro" Burns (10 de marzo de 1920 - 4 de febrero de 1989) fue un mandolinista estadounidense y la mitad del dúo cómico Homer y Jethro con Henry D. "Homer" Haynes.

## Biografía
Burns nació en Conasauga, Tennessee, el 10 de marzo de 1920. Su familia se mudó a Knoxville, Tennessee, cuando él tenía tres años. En 1936, audicionó para un concurso de talentos en la estación de radio WNOX de Knoxville, donde conoció a Henry Haynes, también de 16 años. Los dos formaron un dúo y el director del programa WNOX, Lowell Blanchard, les dio los nombres artísticos de Homer y Jethro después de olvidar sus nombres en el aire.
Burns fue reclutado por el ejército estadounidense y sirvió en Europa durante la Segunda Guerra Mundial y se reunió con Haynes, que había servido en el Pacífico, en Knoxville en 1945. En 1947, el dúo se mudó a Cincinnati, Ohio y estaban trabajando en WLW en el Midwestern Hayride de la estación. Firmaron con King Records, donde trabajaron como banda house y grabaron sencillos por su cuenta, y dos años más tarde firmaron con RCA Records. La pareja fue despedida junto con otras estrellas por la nueva dirección de WLW en 1948, y después de una breve gira, se mudaron a Springfield, Missouri, y actuaron en KWTO con Chet Atkins, la familia Carter y Slim Wilson.
En 1949, se mudaron a Chicago y tocaron en el Teatro de Chicago. Entre espectáculos, iban a WLS para aparecer en vivo en National Barn Dance. Mientras actuaba en WLS, Burns conoció y se casó con su esposa, Lois Johnson, a quien llamó Gussie. Su hermana gemela Leona estaba casada con Atkins.
En 1959, ganaron un Grammy a la mejor interpretación de comedia de 1959 por "The Battle of Kookamonga", una parodia de "Battle of New Orleans" de Johnny Horton.
Burns era un estilista de mandolina muy influyente, que prefería melodías limpias de jazz de una sola nota y acordes sofisticados a los estilos dominantes de bluegrass de Bill Monroe, y dado que actuaba principalmente en un entorno de música country, introdujo a muchos mandolinistas country en sofisticadas armonías de jazz y técnicas de improvisación., así como estándares de los cancioneros de Duke Ellington, Django Reinhardt y Cole Porter.
En la década de 1970, la influencia de Burns se había extendido a una generación más joven de músicos de bluegrass y "nueva acústica", sobre todo el mandolinista del New Grass Revival , Sam Bush . Su participación en Norman Blake/Tut Taylor/Sam Bush/Butch Robins/Vassar Clements/David Holland/Jethro Burns, un álbum lanzado de forma independiente y producido por el promotor Hank Deane, fue supuestamente por sugerencia de Bush. Durante esa misma década, la relación de Burns con el mandolinista de bluegrass David Grisman lo llevó a escribir varias columnas de música y humor en la revista Mandolin World News, publicada por Grisman. Grisman también produjo un álbum a dúo en 1978 en Kaleidoscope Records, Back to Back, con Burns y el mandolinista eléctrico de swing occidental Tiny Moore . Aunque Burns y Moore tenían aproximadamente la misma edad y estaban entre los pocos de su generación que se hicieron famosos tocando jazz y swing mandolina, los dos nunca se habían conocido antes de la producción del álbum, según informan las notas.
Después de la muerte de Haynes en 1971, el compañero musical habitual de Burns fue el guitarrista Ken Eidson, con quien fue coautor de un influyente tomo sobre el método de la mandolina (Mel Bay's Complete Jethro Burns Mandolin Book, todavía impreso), y continuaron actuando como Homer y Jethro. Después de que terminó la asociación, Burns continuó tocando, sobre todo con el cantante folk de Chicago Steve Goodman. Apareció en varios de los álbumes de Goodman y también realizó giras a nivel nacional con él. En ocasiones apareció en Million Dollar Band en el programa de televisión Hee Haw con Atkins y el violinista Johnny Gimble. También se convirtió en un gran profesor de mandolina jazz.
Murió en su casa de Evanston, Illinois, a causa de un cáncer, el 4 de febrero de 1989.

## Honores
En 2001, Burns y Haynes como Homer y Jethro fueron incluidos póstumamente en el Salón de la Fama de la Música Country.

## Discografía

### Como líder
- S'Wonderful: 4 Giants of Swing (1976)
- Jethro Burns (Vivid Sound, 1977)
- Back to Back (Kaleidoscope, 1980)
- Tea for One (Kaleidoscope, 1982)
- Old Friends (Rebel, 1983)
- Jethro Live (Flying Fish, 1990)
- Swing Low, Sweet Mandolin (Acoustic Disc, 1995)
- Bye Bye Blues (Acoustic Disc, 1997)
- The Puritan Sessions (Acoustic Disc, 1998)[3]

### Como colíder y acompañante
Como Homero y Jetro
- 1960 Homer & Jethro at the Country Club
- 1962 Playing It Straight
- 1963 Ooh, That's Corny!
- 1968 Cool Cool Christmas

Con Steve Goodman
- 1975 Jessie's Jig &amp; Other Favorites
- 1976 Words We Can Dance To
- 1983 Artistic Hair
- 1983 Affordable Art
- 1987 Unfinished Business
- 2006 Live at the Earl of Old Town

Con otros
- 1958 I'll Sail My Ship Alone, Moon Mullican
- 1975 Norman Blake/Tut Taylor/Sam Bush/Butch Robins/Vassar Clements/David Holland/Jethro Burns
- 1976 S'Wonderful: 4 Giants of Swing
- 1978 Bruised Orange, John Prine
- 1978 Joe in Chicago, Joe Venuti
- 1979 Back to Back, Tiny Moore
- 1979 Rhapsody for Banjo, Larry McNeely
- 1985 Late as Usual, Sam Bush
- 1987 Buddies of Swing, Peter Ostroushko
- 1993 Freight Train Boogie, The Delmore Brothers
- 1994 Jazz from the Hills, Country All Stars
- 1996 DGQ-20, David Grisman Quintet
- 1996 Rose Marie, Slim Whitman
- 1996 The Last Letter, Rex Griffin
- 2002 Hillbilly Bebop, Hank Penny
- 2005 Keep on the Sunny Side: Her Life in Music, June Carter Cash
- 2006 Blue Suede Shoes: Gonna Shake This Shack Tonight, Pee Wee King
- 2007 The Early Years 1946–1957, Chet Atkins[4]